# Terimer Point
Der Terimer Point (englisch; bulgarisch нос Теример nos Terimer) ist eine niedrige, abgerundete und unvereiste Landspitze an der Nordküste von Greenwich Island im Archipel der Südlichen Shetlandinseln. Sie markiert 2,36 km westsüdwestlich des Agüedo Point, 3,25 km östlich des Aprilov Point, 2,87 km südöstlich von Ongley Island und 2,33 km südwestlich von Dee Island die östliche Begrenzung der Einfahrt zur Skaptopara Cove.
Bulgarische Wissenschaftler kartierten sie 2005, 2009 und 2017. Die bulgarische Kommission für Antarktische Geographische Namen benannte sie 2017 nach der mittelalterlichen Ortschaft Terimer im Westen Bulgariens.